# 普拉尼奥勒
普拉尼奥勒（法語：Planioles，法語發音：[planjɔl]）是法国洛特省的一个市镇，位于该省东部，属于菲雅克区。

## 地理
普拉尼奥勒（44°38'2"N, 2°1'24"E）面积5.85 平方千米，位于法国奧克西塔尼大區洛特省，该省份为法国西南部内陆省份，北起顺时针与科雷兹省、康塔爾省、阿韦龙省、塔恩-加龙省、洛特-加龍省和多尔多涅省接壤。
与普拉尼奥勒接壤的市镇（或旧市镇、城区）包括：康比拉、卡尔达亚克、菲雅克、维亚扎克。

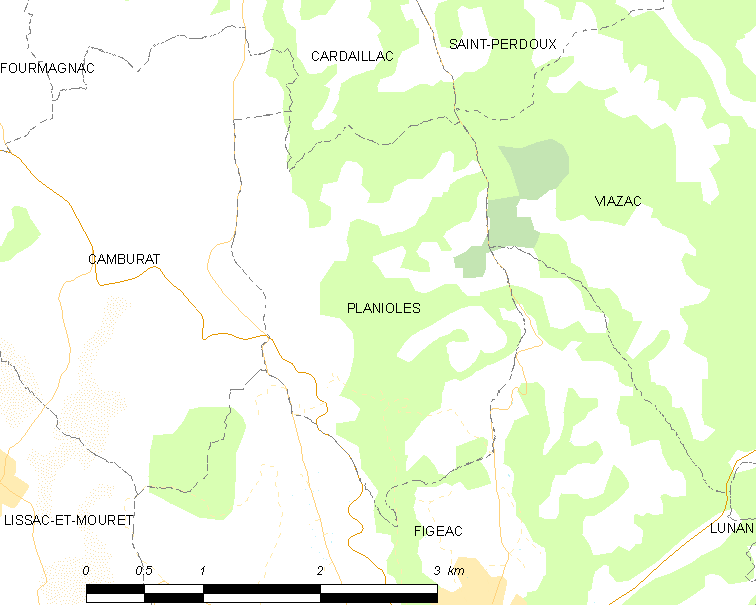
普拉尼奥勒的OSM定位图

普拉尼奥勒的时区为UTC+01:00、UTC+02:00（夏令时）。

## 行政
普拉尼奥勒的邮政编码为46100，INSEE市镇编码为46221。

## 政治
普拉尼奥勒所属的省级选区为菲雅克第一县。

## 人口

1962-2008年间普拉尼奥勒人口变化图示

普拉尼奥勒于2022年1月1日时的人口数量为549人。